# Distretti del Sudafrica
Il Sudafrica è diviso in 52 distretti (municipalità metropolitane e distrettuali). Il 12° emendamento della costituzione (dicembre 2005) ne ha ridotto il numero dai precedenti 53. Un altro effetto di questo emendamento è che ogni distretto è ora completamente contenuto all'interno di una provincia, eliminando i distretti transfrontalieri. I distretti coprono l'intera area continentale dello stato. I distretti sudafricani sono analoghi alle contee della Gran Bretagna e degli Stati Uniti.

## Tipi di distretto
Esistono due tipi di distretti:
- 6 municipalità metropolitane (Metropolitan Municipalities, MM) che comprendono un'unica municipalità locale e perciò fungono anche da distretto. Sono indicati anche come municipalità di categoria A.
- 46 municipalità distrettuali (District Municipalities, MD) che comprendono più di una municipalità locale. Sono indicate come municipalità di categoria C dato che a loro volta comprendono più municipalità locali o comuni di categoria B.

## Distretti

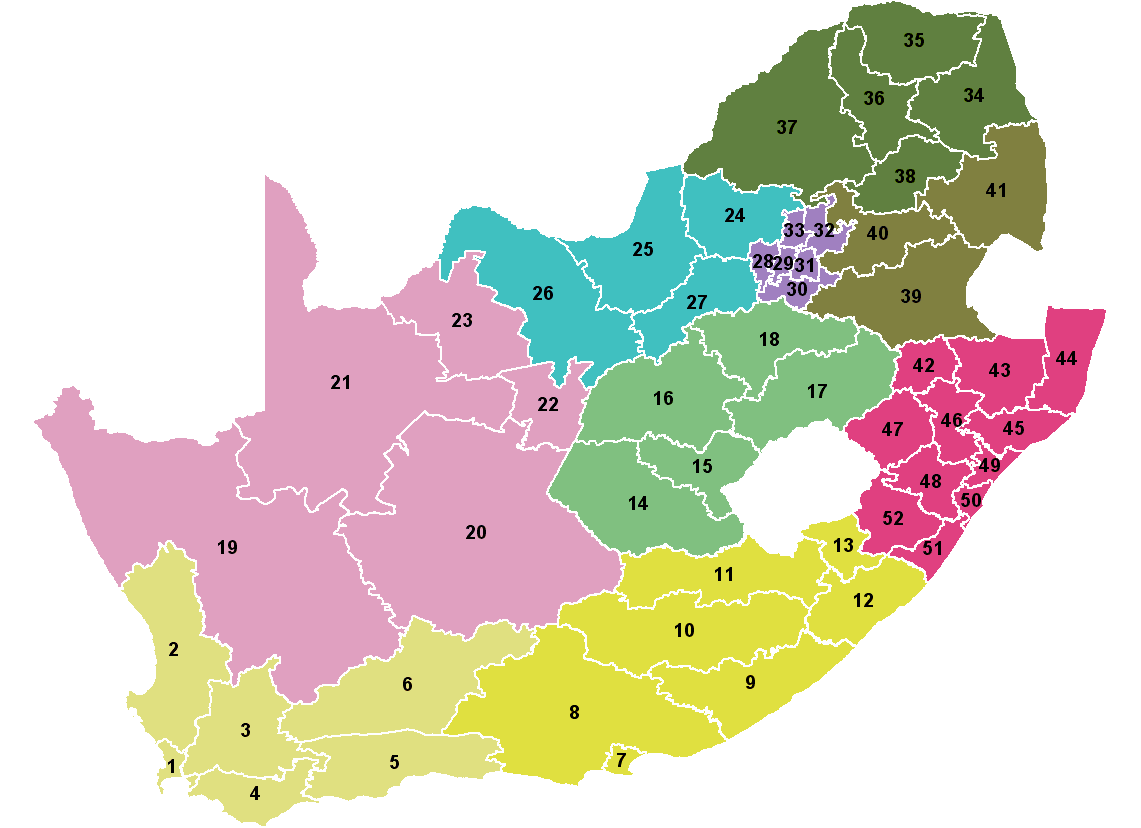
Distretti del Sudafrica

La mappa mostra i 52 distretti (i diversi colori indicano le province, * indica le municipalità metropolitane).
 Capo Occidentale 
1. Città del Capo *
2. West Coast
3. Cape Winelands
4. Overberg
5. Eden
6. Central Karoo

 Capo Orientale 
1. Nelson Mandela Bay *
2. Sarah Baartman
3. Amatole
4. Chris Hani
5. Joe Gqabi
6. O. R. Tambo
7. Alfred Nzo

 Stato libero 
1. Xhariep
2. Motheo
3. Lejweleputswa
4. Thabo Mofutsanyane
5. Fezile Dabi

 Capo Settentrionale 
1. Namakwa
2. Pixley ka Seme
3. ZF Mgcawu
4. Frances Baard
5. John Taolo Gaetsewe

 Nordovest 
1. Bojanala Platinum
2. Ngaka Modiri Molema
3. Dr. Ruth Segomotsi Mompati
4. Dr. Kenneth Kaunda

 Gauteng 
1. West Rand
2. Johannesburg *
3. Sedibeng
4. Ekurhuleni *
5. Metsweding
6. Tshwane *

 Limpopo 
1. Mopani
2. Vhembe
3. Capricorn
4. Waterberg
5. Sekhukhune

 Mpumalanga 
1. Gert Sibande
2. Nkangala
3. Ehlanzeni

 KwaZulu-Natal 
1. Amajuba
2. Zululand
3. Umkhanyakude
4. King Cetshwayo
5. Umzinyathi
6. Uthukela
7. Umgungundlovu
8. iLembe
9. eThekwini *
10. Ugu
11. Harry Gwala